# Obrowo
Obrowo è un comune rurale polacco del distretto di Toruń, nel voivodato della Cuiavia-Pomerania.
Ricopre una superficie di 161,97 km² e nel 2004 contava 9 391 abitanti.